# Omul de tinichea (Star Trek: Generația următoare)
„Omul de tinichea” (titlu original: „Tin Man”) este al 20-lea episod din al treilea sezon al serialului TV american științifico-fantastic Star Trek: Generația următoare și al 68-lea episod în total. A avut premiera la 23 aprilie 1990.
Episodul a fost regizat de Robert Sheerer după un scenariu de  Dennis Putman Bailey și David Bischoff după povestea din 1976 (și ulterior romanul din 1979) „Tin Woodman” de Bailey și Bischoff.

## Prezentare
Un talentat telepat pe care Deanna Troi îl tratase în prealabil vine la bordul navei Enterprise pentru a stabili primul contact cu o navă necunoscută de lângă o stea instabilă, înainte să fie găsită de romulani.

## Actori ocazionali
- Michael Cavanaugh - Robert DeSoto
- Peter Vogt - Romulan commander
- Colm Meaney - Miles O'Brien

## References
- Gross, Edward; Altman, Mark A. (1993). Captain's Logs: The Complete Trek Voyages. London: Boxtree. ISBN 978-1-85283-899-7.
- Jones, Mark; Parkin, Lance (2003). Beyond the Final Frontier : An Unauthorised Review of Star Trek. London: Contender. ISBN 978-1-84357-080-6.
- Nemecek, Larry (2003). Star Trek: The Next Generation Companion (ed. 3rd). New York: Pocket Books. ISBN 0-7434-5798-6.
- Van Hise, James; Schuster, Hal (1995). The Complete Trek: The Next Generation. Pioneer Books. ISBN 978-1-55698-377-1.